# Новопавловка (Ширяевский район)
Новопа́вловка (укр. Новопавлівка) — село, относится к Ширяевскому району Одесской области Украины.
Население по переписи 2001 года составляло 6 человек. Почтовый индекс — 66810. Телефонный код — 4858. Занимает площадь 0,21 км². Код КОАТУУ — 5125482902.

## Местный совет
66810, Одесская обл., Ширяевский р-н, с. Николаевка, ул. Кучерябы, 126